# Автошлях Т 1206
Автошля́х Т 1206 — автомобільний шлях територіального значення в Кіровоградській області. Проходить територією Новоархангельського та Новомиргородського районів через Новоархангельськ — Петроострів — Новомиргород. Загальна довжина — 83,3 км.

## Маршрут
Автошлях проходить через такі населені пункти:
| Автошлях Т 1206          |        |
| Кіровоградська область   |        |
| Новоархангельський район |        |
| Новоархангельськ         | E50М12 |
| Кальниболота             |        |
| Низове                   |        |
| Надлак                   |        |
| Новомиргородський район  |        |
| Петроострів              |        |
| Лев-Балка                |        |
| Миролюбівка              |        |
| Лікареве                 |        |
| Новомиргород             | Т 2401 |